# Psittacanthus
Psittacanthus es un género de arbustos  parásitos que pertenecen a la familia Loranthaceae.

## Taxonomía
El género fue descrito por Carl Friedrich Philipp von Martius y publicado en Flora 13(1): 106–107. 1830. La especie tipo es: Psittacanthus americanus

## Especies
| - Psittacanthus acevedoi - Psittacanthus acinarius - Psittacanthus acuminatus - Psittacanthus acutus - Psittacanthus aequatorius - Psittacanthus amazonicus - Psittacanthus angustifolius - Psittacanthus antioquiensis - Psittacanthus atrolineatus - Psittacanthus auriculatus - Psittacanthus baguensis - Psittacanthus barlowii - Psittacanthus bergii - Psittacanthus bicalyculatus - Psittacanthus biternatus - Psittacanthus bolbocephalus - Psittacanthus bolivarensis - Psittacanthus brachynema - Psittacanthus brachypodus - Psittacanthus brasiliensis - Psittacanthus breedlovei - Psittacanthus cajamarcanus - Psittacanthus calcaratus - Psittacanthus calyculatus - Psittacanthus carinatus - Psittacanthus carnosus - Psittacanthus chanduyensis - Psittacanthus chiriquianus - Psittacanthus cinctus - Psittacanthus circulatus - Psittacanthus claviceps - Psittacanthus clusiifolius - Psittacanthus coccineus - Psittacanthus complanatus - Psittacanthus confertiflorus - Psittacanthus cordatus - Psittacanthus cordiae - Psittacanthus corynocephalus - Psittacanthus costanensis - Psittacanthus costaricensis - Psittacanthus crassicostatus - Psittacanthus crassifolius - Psittacanthus crassinervis - Psittacanthus crassipes - Psittacanthus cucullaris - Psittacanthus cyclophyllus - Psittacanthus dentatus - Psittacanthus dichroos - Psittacanthus dilatatus - Psittacanthus dillonii - Psittacanthus divaricatus - Psittacanthus duckei - Psittacanthus elegans - Psittacanthus eucalyptifolius - Psittacanthus excrenulatus - Psittacanthus geniculatus - Psittacanthus gentryi - Psittacanthus gigas - Psittacanthus gracilipes - Psittacanthus grandifolius - Psittacanthus hamulifer - Psittacanthus hatschbachii - Psittacanthus irwinii - Psittacanthus julianus - Psittacanthus karwinskianus - Psittacanthus kempffii - Psittacanthus krameri - Psittacanthus krausei - Psittacanthus lamprophyllus - Psittacanthus lasianthus - Psittacanthus lasserianus - Psittacanthus leptanthus - Psittacanthus linearis - Psittacanthus lopanthus - Psittacanthus macrantherus - Psittacanthus martinicensis - Psittacanthus mayanus - Psittacanthus melinonii - Psittacanthus mexicanus - muérdago de México, quauhchitle de México - Psittacanthus micrantherus - Psittacanthus microphyllus - Psittacanthus minor - Psittacanthus mirandensis - Psittacanthus montis-neblinae - Psittacanthus nodosissimus - Psittacanthus nudus - Psittacanthus oblongifolius - Psittacanthus ophiocephalus - Psittacanthus ovatus - Psittacanthus palmeri - Psittacanthus panamensis - Psittacanthus pangui - Psittacanthus pascoensis - Psittacanthus paxianus - Psittacanthus peculiaris - Psittacanthus pentaphyllos - Psittacanthus peronopetalus - Psittacanthus pilanthus - Psittacanthus pinicola - Psittacanthus piurensis - Psittacanthus plagiophyllus - Psittacanthus pluricotyledonarius - Psittacanthus pusillus - Psittacanthus pustulosus - Psittacanthus quadrangularis - Psittacanthus quadrifolius - Psittacanthus ramiflorus - Psittacanthus redactus - Psittacanthus rhynchanthus - Psittacanthus robustus - Psittacanthus roldanii - Psittacanthus rotundatus - Psittacanthus rugostylus - Psittacanthus salicifolius - Psittacanthus salvadorensis - Psittacanthus scheryi - Psittacanthus schiedeanus - Psittacanthus schultesii - Psittacanthus smithii - Psittacanthus sonorae - Psittacanthus stergiosii - Psittacanthus subalatus - Psittacanthus sulcatus - Psittacanthus tenellus - Psittacanthus ternatus - Psittacanthus truncatus - Psittacanthus tubatus - Psittacanthus tumbecensis - Psittacanthus valleculanthus - Psittacanthus wiensii - Psittacanthus wurdackii - Psittacanthus zonatus |